# Politbureau
Het politbureau (afkorting van politiek bureau) is het uitvoerend orgaan van vele communistische partijen. In landen met een marxistisch-leninistische ideologie beschouwen die communistische partijen zichzelf als de "voorhoede van het volk". Niet het parlement, maar de partij moet volgens hen daarom de macht hebben en die macht is doorgaans geconcentreerd in het politbureau.

## Geschiedenis
In de beginjaren van de Sovjet-Unie koos de Communistische Partij ieder jaar een Centraal Comité, dat uit 27 leden bestond. Algauw vond men dit aantal te groot en in 1919 nam het politbureau de macht over. Aanvankelijk had dat vijf leden: Vladimir Lenin, Leon Trotski, Jozef Stalin, Lev Kamenev en Nikolaj Krestinski. Het ledenaantal werd in 1925 uitgebreid tot negen, in 1930 tot tien. In 1952 werd het politbureau vervangen door een presidium van 36 leden, na Stalins dood in 1953 werd dat aantal teruggebracht tot tien.

## Machtsverhoudingen
In theorie koos het partijcongres een Centraal Comité, dat op zijn beurt een secretaris-generaal aanwees. Onder Stalin ging het net andersom: de secretaris-generaal bepaalde de samenstelling van politbureau en centraal comité. In andere perioden en in andere landen was de macht van het Politbureau nu eens groot, dan weer kleiner, afhankelijk van een veelheid van factoren. Bijvoorbeeld: "Welke subgroepen bestreden elkaar, en hoe sterk waren die? Hoe stevig zat de secretaris-generaal zelf in het zadel? Hoe sterk was de positie van andere leiders? Welke coalities vormden ze en hoe groot was hun achterban?"
In de Sovjet-Unie bekleedde de secretaris-generaal niet altijd een officiële regeringsfunctie, maar had hij doorgaans wel de feitelijke macht in handen. De president en de premier waren dan slechts stromannen, vaak benoemd wegens hun verdiensten voor de partij. Stalin was al tien jaar leider van de Sovjet-Unie toen hij (het was tijdens de Tweede Wereldoorlog) het premierschap op zich nam. In de begintijd van secretaris-generaal Michail Gorbatsjov werd het ambt van president niet door hem bekleed, maar door Andrej Gromyko.

## Huidige situatie
In de Sovjet-Unie droeg het 28e Partijcongres (1990) de macht van het politbureau over aan het parlement. Het politbureau is in augustus 1991 opgeheven, het jaar waarin ook de Sovjet-Unie werd ontbonden.
Het politbureau van de DDR was al op 7 november 1989 afgetreden. Die maand viel de Muur.
De lotgevallen van het Chinese politbureau lijken wisselvallig. In het begin van de jaren 80 van de vorige eeuw leek het zijn macht te verliezen, om aan het einde van het decennium weer op te komen. Het Permanente Comité is machtiger.

## Trivia
Omdat het politbureau zich ontpopte als een instantie die formeel namens het volk opereerde maar in de praktijk een oppermachtig apparaat van een dictatuur is, wordt het woord in de Nederlandse media ook wel sarcastisch gebruikt ter aanduiding van repressief overheidsbeleid dat sterk afwijkt van democratische normen.